# Star Alliance
Die Star Alliance (englisch für Sternbündnis) ist eine 1997 gegründete Luftfahrtallianz von 25 Fluggesellschaften. Sitz der verwaltenden Star Alliance Services GmbH ist Frankfurt am Main. Im Verbund der Star Alliance finden täglich mehr als 18.500 Flüge statt. Es werden 1.330 Ziele in 192 Ländern angeflogen. Alle Mitglieder zusammen haben eine Flottenstärke von 5.031 Flugzeugen und befördern jährlich rund 641 Millionen Passagiere. Damit ist die Star Alliance die größte Luftfahrtallianz der Welt. Die Allianz wurde 2025 zum vierten Mal in Folge als "World's Best Airline Alliance" bei den Skytrax World Airline Awards ausgezeichnet.

## Geschichte

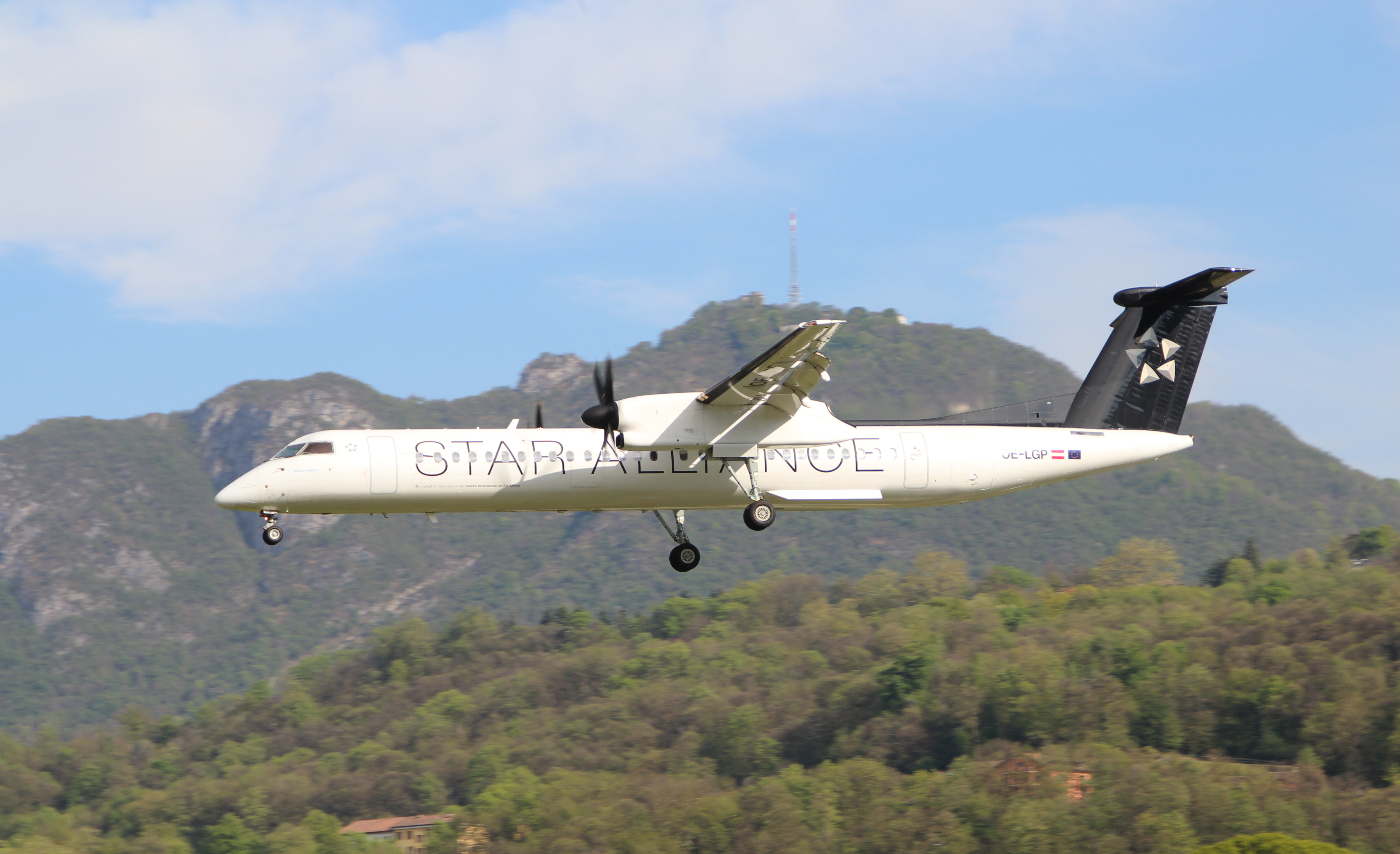
De Havilland DHC-8-400 der Austrian Airlines in Star-Alliance-Sonderbemalung

Die Star Alliance wurde am 14. Mai 1997 als weltweit erste Luftfahrtallianz von den fünf Fluggesellschaften Air Canada, United Airlines, Lufthansa, SAS Scandinavian Airlines und Thai Airways gegründet. Hauptziel dieser Allianz sind Effizienzsteigerungen, die man auf folgenden Gebieten sucht:
- Gemeinsame und kompatible Angebote für Vielflieger
- Gemeinsame Lounges und später auch Terminals an den Flughäfen (etwa das Terminal 2 des Flughafens München, das Terminal 3 „Austrian Star Alliance Terminal“ am Flughafen Wien sowie das Terminal 2 in London Heathrow).
- Aufeinander abgestimmte Linienflüge mit dem Aufbau eines weltweiten Netzwerkes
- Einheitliche Tickets für Flüge bei mehreren Fluggesellschaften der Star Alliance
- Angleichung der Qualitätsstandards
- Gemeinsame Flotten- und Ersatzteilbestellungen
- Gemeinsames Flottenleasing
- Gemeinsame Streckenrechte und Slots

Anlässlich der Gründungszeremonie wurden auf dem Flughafenvorfeld in Frankfurt eine Boeing 747-400 von Thai Airways, eine Boeing 777-200 von United Airlines, eine Boeing 767-300 von SAS und je ein Airbus A340-300 der Air Canada und der deutschen Lufthansa zu einem fünfzackigen Stern ähnlich dem Star-Alliance-Logo formiert.

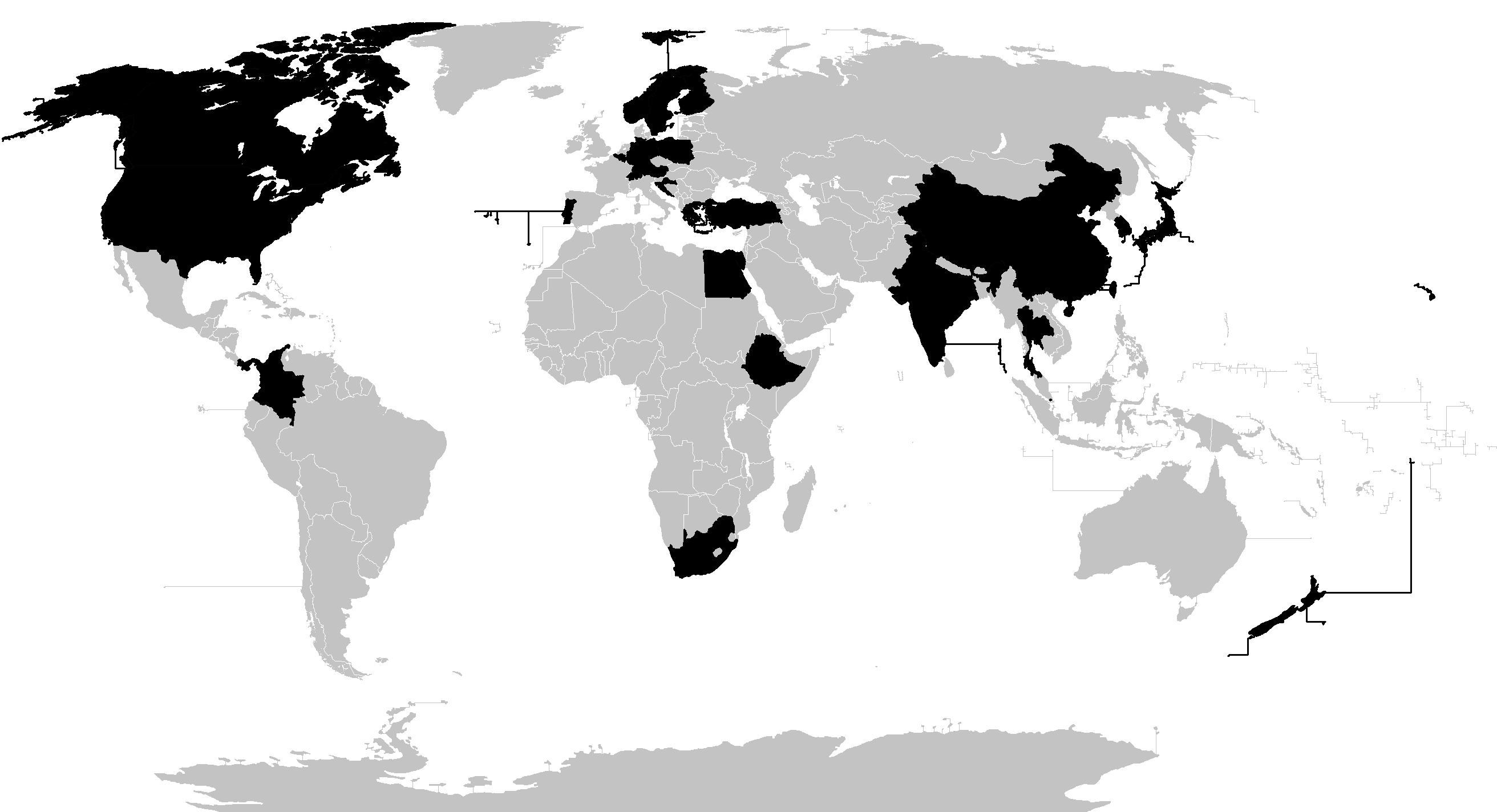
Übersicht der Länder, in denen ein Star Alliance Mitglied eine Basis hat. (Stand 2022)

Neben der Aufnahme von diversen neuen Mitgliedern wurde 2004 das Regionalkonzept entwickelt und vorgestellt, um auch kleinere Märkte durch regionale Fluglinien wie die finnische Blue1 zu erschließen.
Im April 2011 gab der Lufthansa-Cargo-Chef Karl-Ulrich Garnadt bekannt, dass man die Synergieeffekte der Allianz auch im Frachtbereich weiterentwickeln will. Aktuell existiert nur eine Zusammenarbeit mit Austrian Airlines. Ein ähnliches Projekt von Lufthansa und anderen Fluggesellschaften namens WOW wurde bereits 2000 gestartet, erzielte jedoch nie die erhofften Synergieeffekte.
Am 24. Juni 2014 gab die Star Alliance bekannt, Air India nach jahrelangen Verhandlungen in das Bündnis aufzunehmen. Formell trat die Gesellschaft am 11. Juli 2014 bei.
Die Eröffnung eines zweiten Büros in Singapur ist seit März 2021 im Gespräch.
Die Deutsche Bahn wurde ab 1. August 2022 der erste intermodale Partner des Bündnisses. Ziel ist es, die Kombination aus Flug- und Zugreise zu verbessern und voranzubringen.
Am 3. Oktober 2023 gab Gründungsmitglied SAS Scandinavian Airlines bekannt, aus der Allianz auszutreten und mit 1. September 2024 SkyTeam beizutreten.
2025 wurde die Star Alliance bei den Skytrax World Airline Awards zum vierten Mal in Folge als beste Luftfahrtallianz der Welt ausgezeichnet. Die Bewertung basierte auf über 22 Millionen Kundenbewertungen zwischen September 2024 und Mai 2025. CEO Theo Panagiotoulias betonte, dass diese Anerkennung das Vertrauen von Millionen Kunden in die Mitgliedsairlines widerspiegele.

## Sonstiges

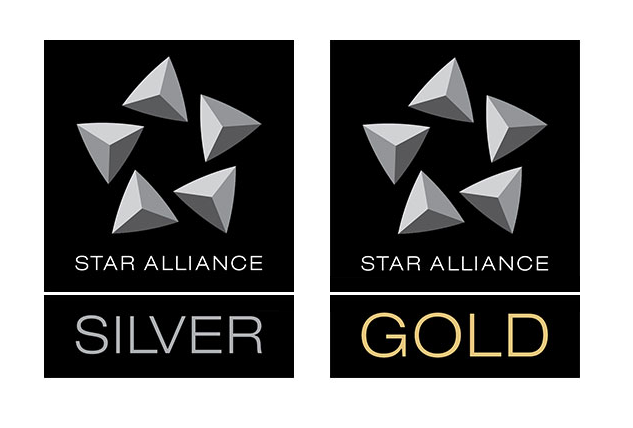
Logos der Statusstufen

Lufthansa und Swiss International Air Lines bieten ihren Passagieren seit November 2020 an, eine biometrische Gesichtserkennung („Star Alliance Biometrics“) zu nutzen. Die Teilnahme ermöglicht laut Lufthansa „einen zügigen und fast kontaktlosen Weg durch die Sicherheitskontrolle und das Boarding“; eine Bordkarte oder ein Smartphone seien nicht mehr nötig. Das Angebot gilt an den Flughäfen Frankfurt und München für jene, die am Miles & More-Vielfliegerprogramm teilnehmen. Für die Registrierung ist ein gültiger Reisepass sowie die neueste Version der Lufthansa-App erforderlich. Die Gesichtserkennung funktioniere auch, wenn ein Passagier eine Mund-Nasen-Bedeckung trägt.
Außerdem erhalten Vielflieger einer jeweiligen Star Alliance – Fluggesellschaft je nach Status auch einen allianzweiten Status, bei denen Teilnehmer von Vorteilen wie mehr Gepäck, Priority-Check-In und Upgrades profitieren können. Dabei gibt es einen Silver- und einen Gold-Status.

## Mitglieder

### Mitglieder
| Fluggesellschaft           | Herkunft            | Logo | Beitritt       | PAX Mio./Jahr | Flugzeuge |
| -------------------------- | ------------------- | ---- | -------------- | ------------- | --------- |
| Aegean Airlines            | Griechenland        |      | 2010           | 7,4           | 53        |
| Air Canada                 | Kanada              |      | 1997 Gründerin | 48            | 390       |
| Air China                  | Volksrepublik China |      | 2007           | 33,1          | 397       |
| Air India                  | Indien              |      | 2014           | 24,6          | 125       |
| Air New Zealand            | Neuseeland          |      | 1999           | 17            | 112       |
| All Nippon Airways         | Japan               |      | 1999           | 53,9          | 266       |
| Asiana Airlines            | Südkorea            |      | 2003           | 19,5          | 84        |
| Austrian Airlines          | Österreich          |      | 2000           | 14,6          | 83        |
| Avianca                    | Kolumbien           |      | 2012           | 29,4          | 176       |
| Brussels Airlines          | Belgien             |      | 2009           | 9,1           | 52        |
| Copa Airlines              | Panama              |      | 2012           | 13,3          | 102       |
| Croatia Airlines           | Kroatien            |      | 2004           | 2,13          | 13        |
| Egypt Air                  | Ägypten             |      | 2008           | 7,33          | 69        |
| Ethiopian Airlines         | Äthiopien           |      | 2011           | 10,6          | 108       |
| EVA Air                    | Taiwan              |      | 2013           | 12            | 79        |
| LOT                        | Polen               |      | 2003           | 9             | 75        |
| Lufthansa                  | Deutschland         |      | 1997 Gründerin | 71,3          | 354       |
| Shenzhen Airlines          | Volksrepublik China |      | 2012           | 30,22         | 191       |
| Singapore Airlines         | Singapur            |      | 2000           | 19,51         | 112       |
| South African Airways      | Südafrika           |      | 2006           | 6,8           | 48        |
| Swiss                      | Schweiz             |      | 2006           | 21,6          | 90        |
| TAP Air Portugal           | Portugal            |      | 2005           | 14,2          | 91        |
| Thai Airways International | Thailand            |      | 1997 Gründerin | 25            | 100       |
| Turkish Airlines           | Türkei              |      | 2008           | 83,4          | 440       |
| United Airlines            | Vereinigte Staaten  |      | 1997 Gründerin | 156           | 1329      |

### Beitrittskandidaten

ITA Airways Logo

Mittelfristig ist geplant, dass ITA Airways nach der Teilübernahme durch die Lufthansa Group Mitglied der Star Alliance wird. Außerdem gab Lufthansa zuletzt langfristig bekannt, die neu gegründete Lufthansa City Airlines zu integrieren.

### Connecting Partners
Die Star Alliance will auch mit Regional- und Billigfluggesellschaften zusammenarbeiten, um die weltweite Abdeckung zu verbessern. Dabei werden die Fluggesellschaften nicht Mitglieder, sondern Connecting Partners genannt. Das hat für den Kunden den Vorteil, dass sein Gepäck bis zum Zielflughafen durchgecheckt wird. Weitere Vorteile wie das Sammeln von Meilen sollen individuell zwischen Partner und Mitgliedern vereinbart werden.
| Fluggesellschaft | Herkunft            | Beitritt | Flugzeuge |
| ---------------- | ------------------- | -------- | --------- |
| Juneyao Airlines | Volksrepublik China | 2017     | 74        |

### Intermodale Partner
Im August 2022 wurde die Deutsche Bahn der erste intermodale Partner der Star Alliance, deren Fluggesellschaften eigene Flugnummern für Züge der Bahn analog zum Angebot Lufthansa Express Rail vergeben können. Im März 2025 stellten die Österreichischen Bundesbahnen und die Star Alliance eine weitere Intermodalpartnerschaft vor. Die ÖBB stellen dabei die Kurzstreckenflüge der Austrian Airlines und Star Alliance, wobei Railjet-Verbindungen nach und von Wien International Airport (VIE) sowohl unter den ÖBB internen Zuglaufnummern (RJ-XXX) sowie unter der Nummerierung der Austrian Airlines (OS-XXXX) geführt werden. Star Alliance Tickets werden dabei von den Bundesbahnen nativ akzeptiert.
| Partner                            | Herkunft    | Logo | Beitritt    | Typ              | Aufgabenbereich                                          | Flottenzahl                   |
| ---------------------------------- | ----------- | ---- | ----------- | ---------------- | -------------------------------------------------------- | ----------------------------- |
| Deutsche Bahn (DB)                 | Deutschland |      | August 2022 | Bahngesellschaft | Fernverkehrszubringer (ICE) von/nach Frankfurt Flughafen | 406 ICE-Züge im Jahr 2024     |
| Österreichische Bundesbahnen (ÖBB) | Österreich  |      | März 2025   | Bahngesellschaft | Fernverkehrszubringer (Railjet) von/nach Wien Flughafen  | 101 Railjet-Züge im Jahr 2025 |

### Ehemalige Mitglieder
Die folgenden Fluggesellschaften waren Mitglieder der Allianz und haben sie aus verschiedenen Gründen wieder verlassen.
| Fluggesellschaft          | Herkunft                   | Logo | Beitritt       | Austritt | Grund des Austritts | heutiger Status         |
| ------------------------- | -------------------------- | ---- | -------------- | -------- | --- | ----------------------- |
| Ansett Australia          | Australien                 |      | 1999           | 2002     | Insolvenz | Flugbetrieb eingestellt |
| Mexicana de Aviación      | Mexiko                     |      | 2000           | 2004     | Ist auf Grund von Streitigkeiten um Verkehrsrechte mit United Airlines ausgetreten und am 10. November 2009 der Konkurrenz-Allianz Oneworld beigetreten                                                    | Flugbetrieb eingestellt |
| VARIG                     | Brasilien                  |      | 1997           | 2006     | Insolvenz; die Nachfolgegesellschaft VRG Linhas Aéreas erfüllte die Bedingungen einer Allianzmitgliedschaft nicht mehr und wurde ausgeschlossen                                                            | Neugründung             |
| Shanghai Airlines         | Volksrepublik China        |      | 2007           | 2010     | Austritt 31. Oktober 2010; Shanghai Airlines wurde von China Eastern Airlines übernommen, die 2011 der SkyTeam-Allianz beigetreten ist                                                                     | Übernahme               |
| Spanair                   | Spanien                    |      | 2003           | 2012     | Insolvenz; stellte am 28. Januar 2012 den Flugbetrieb ein | Flugbetrieb eingestellt |
| Continental Airlines      | Vereinigte Staaten         |      | 2009           | 2012     | Fusion mit United Airlines am 3. März 2012 | Fusion                  |
| bmi                       | Vereinigtes Königreich     |      | 2000           | 2012     | wurde im April 2012 von IAG übernommen, zu der auch das Oneworld-Mitglied British Airways gehört | Übernahme               |
| Blue1                     | Finnland                   |      | 2004           | 2012     | Blue1 verließ am 1. November 2012 offiziell die Allianz, danach wurden alle Flüge für SAS Scandinavian Airlines durchgeführt                                                                               | Übernahme               |
| TACA                      | El Salvador                |      | 2012           | 2013     | TACA fusionierte mit Avianca zur Avianca Holdings und wurde in Avianca El Salvador umbenannt und ist somit eine Tochtergesellschaft von Avianca                                                            | Übernahme               |
| Lauda Air                 | Österreich                 |      | 2000           | 2013     | Lauda Air wurde im Oktober 2001 99-prozentige Tochter der Austrian Airlines und wurde bis März 2013 als eigene Marke geführt                                                                               | Übernahme               |
| TAM Linhas Aéreas         | Brasilien                  |      | 2010           | 2014     | TAM fusionierte mit LAN Airlines zur LATAM Airlines Group. Im März 2013 entschied sich TAM, am 31. März 2014 die Star Alliance zu verlassen und der Oneworld Alliance beizutreten, da LAN dieser angehört. | Fusion                  |
| US Airways                | Vereinigte Staaten         |      | 2004           | 2014     | Austritt am 30. März 2014 im Rahmen der Fusion mit Oneworld-Mitglied American Airlines | Fusion                  |
| Tyrolean Airways          | Österreich                 |      | 2000           | 2015     | Tyrolean Airways fusionierte im Jahr 2015 vollständig mit dem Mutterkonzern Austrian Airlines | Übernahme               |
| OceanAir (Avianca Brasil) | Brasilien                  |      | 2015           | 2019     | Insolvenz | Flugverbot              |
| Adria Airways             | Slowenien                  |      | 2004           | 2019     | Insolvenz | Flugbetrieb eingestellt |
| SAS Scandinavian Airlines | Dänemark Norwegen Schweden |      | 1997 Gründerin | 2024     | Nach einem Insolvenzverfahren im Jahr 2022 und einem anschließenden Einstieg von Air France-KLM erfolgte ein Wechsel zu SkyTeam                                                                            | aktiv (SkyTeam)         |

## Strukturdaten
| Umsatz                        | 179,05 Milliarden US-$ |
| Tägliche Abflüge              | 18.500                 |
| Angeflogene Länder            | 192                    |
| Angeflogene Flughäfen         | 1330                   |
| Verkaufte Sitzkilometer (RPK) | 1.364 Milliarden       |
| Beförderte Passagiere         | 641,1 Mio.             |
| Mitarbeiter                   | 432.603                |
| Flotte                        | 4657 Flugzeuge         |